# Come to the Stable
Come to the Stable (br: Falam os Sinos; pt: Os Sinos Falam) é um filme norte-americano de 1949, do gênero comédia dramática, dirigido por Kenry Koster  e estrelado por Loretta Young e Celeste Holm.

## Sinopse
Duas freiras, irmã Margaret e irmã Scholastica, deixam a França e fixam residência na pequena Bethlehem, nos Estados Unidos, no intuito de levantar dinheiro para construir um hospital infantil. Elas travam amizade com Amelia Potts, pintora de motivos religiosos que lhes empresta o estúdio, um estábulo adaptado. Dali, as irmãs tenta convencer a população a investir no empreendimento.

## Premiações
| Patrocinador                                            | Prêmio       | Categoria | Situação |
| ------------------------------------------------------- | ------------ | --- | --- |
| Academia de Artes e Ciências Cinematográficas           | Oscar        | Melhor Atriz (Loretta Young) Melhor Atriz Coadjuvante (Celeste Holm) Melhor Atriz Coadjuvante (Elsa Lanchester) Melhor História Original Melhor Fotografia (preto e branco) Melhor Direção de Arte (preto e branco) Melhor Canção Original | Indicado[carece de fontes?] Indicado[carece de fontes?] Indicado[carece de fontes?] Indicado[carece de fontes?] Indicado[carece de fontes?] Indicado[carece de fontes?] Indicado[carece de fontes?] |
| Associação de Correspondentes Estrangeiros de Hollywood | Golden Globe | Melhor Filme Dramático | Indicado[carece de fontes?] |
| Writers Guild of America                                | WGA          | Melhor Roteiro - Comédia | Indicado[carece de fontes?] |
| Film Daily                                              |              | Dez Melhores Filmes de 1949 | Escolhido[carece de fontes?] |

## Elenco
| Ator/Atriz      | Personagem       |
| --------------- | ---------------- |
| Loretta Young   | Irmã Margaret    |
| Celeste Holm    | Irmã Scholastica |
| Hugh Marlowe    | Robert Masen     |
| Elsa Lanchester | Amelia Potts     |
| Thomas Gomez    | Luigi Rossi      |
| Dorothy Patrick | Kitty            |
| Basil Ruysdael  | Bispo            |
| Dooley Wilson   | Anthony James    |
| Regis Toomey    | Monsenhor Talbot |
| Mike Mazurki    | Sam              |